# Kočna, Jesenice
Kočna je naselje v Občini Jesenice.